# Ernest August Hellmuth von Kiesenwetter
Ernst August Hellmuth von Kiesenwetter (5. listopadu 1820 Drážďany, Německo – 18. března 1880 Drážďany) byl německý entomolog, který se specializoval na brouky.
Kiesenwetterova sbírka brouků (Coleoptera) je uložena v Muzeu přírodních věd v Mnichově a sbírky řádu blanokřídlí a podřádu ploštice jsou ve Státním muzeu zoologie v Drážďanech.

## Dílo
- 1857 Naturgeschichte der Insecten Deutschlands, Coleoptera 4(1):1-176.
- 1857 Bemerkungen über Lacordaires Buprestiden-System. Berliner Entomologische Zeitschrift 1:169-171.
- 1858. Beiträge zur Käferfauna Griechenlands. Stück 4 (Parnidae, Heteroceridae, Lamellicornia, Buprestidae). Berliner Entomologische Zeitschrift 2:231-249.
- 1859. Anthaxia plicata, p. 58. In: H. Schaum, Beiträge zur europäischen Käfer. Berliner Entomologische Zeitschrift 3:42-59.
- 1859. Synonymische Bemerkungen. Berliner Entomologische Zeitschrift 3:91-92.
- 1870 en la Península Ibérica (Coleoptera, Hydrochidae). Boln Asoc. esp. Ent. 22(1/2): 145-149. 1998
- 1874. Die malocodermen Japans nach dem Ergebnisse der Sammlungen des Herrn. G. Lewis während der Jahre 1869-1871. Berliner Entomol. Zeitschrift, 18: 241-288
- 1874. Synonymische Bemerkungen. Berliner Entomologische Zeitschrift 18:440-441.
- 1877 with T.Kirsch Die Käferfauna der Aukland-Inseln, nach Herm. Krone's Sammlungen beschrieben. Deutsche Entomologische Zeitschrift 21: 153-174.
- 1879. Neue Amur-Käfer. Deutsche Entomologische Zeitschrift 23(1):145-146.
- 1879. Coleoptera Japoniae collecta a Domino Lewis et aliis. Deut. Entomol. Z. 23: 305-320.
- 1880 with T.Kirsch. Neue Anthaxia-Arten. Entomologische Monatsblätter 19:129-133.